# The Greatest Show on Earth (película de 1952)
The Greatest Show on Earth (El mayor espectáculo del mundo o El espectáculo más grande del mundo) es una película estadounidense de 1952 del género de drama y sobre el mundo del circo rodada en el Ringling Brothers and Barnum & Bailey Circus. El filme fue dirigido, producido y narrado por Cecil B. DeMille. Ganó el Premio Óscar a mejor película en la 25.ª ceremonia de los Premios Óscar de 1953.
Su argumento se apoya abundantemente en los valores de producción circense, en los actos reales de circo y documentales: detrás de los anillos se ve el esfuerzo logístico masivo que hizo posible llenar la carpa para el espectáculo.
La película consiguió en la 25.ª ceremonia de los Premios Óscar de 1953 dos Premios Óscar (mejor película y a mejor argumento) y obtuvo otras tres nominaciones más, siendo el último film en ganar solamente dos estatuillas incluyendo el premio a la mejor película, hasta el triunfo de Spotlight 63 años más tarde en 2016.

## Monólogo inicial
"El circo – Aquel Flautista de Hamelin cuyas mágicas tonadas atraen personas desde los 6 a los 60 años, a un mundo dorado de algodón de azúcar, de belleza temeraria, de risas y de giros; de emoción y gracia; de valentía, esplendor y baile; de caballos de alto galope y estrellas de vuelo alto.
"Pero detrás de todo esto, el circo es una compleja máquina cuya propia existencia depende de la disciplina, la moción y la velocidad –Un arma mecánica sobre ruedas que supera cualquier obstáculo en su camino –Es capaz de enfrentar a la calamidad una y otra vez, para resurgir sonriendo –Un lugar donde el desastre y la tragedia esperan al doblar la esquina e incluso acompañan al circo –Donde la muerte se encuentra en busca de una cuerda gastada, un eslabón débil o una pizca de miedo.
"Una feroz, fuerza primitiva que avanza incesante hacia adelante contra lo imposible: Eso es el circo – Esta es la historia sobre el más grande los circos –Y sobre los hombres y mujeres que luchan por convertirlo en "el Mayor Espectáculo del Mundo".

## Argumento
Brad Braden es el director general del circo ferroviario más grande del mundo, un hombre sensato. La junta directiva del espectáculo planea realizar una temporada corta de diez semanas en lugar de arriesgarse a perder dinero en una economía inestable de posguerra. Brad negocia mantener el circo en funcionamiento mientras dé ganancias, manteniendo así empleados a los 1.400 artistas y peones.
Brad le dice a regañadientes a Holly, su novia trapecista , que ya no será la estrella. Se ha visto obligado a contratar al trapecista mundialmente famoso (y notorio mujeriego) "El Gran Sebastián" como la estrella y atracción principal del espectáculo de ese año. Holly está desconsolada y afirma que Brad no tiene sentimientos. También se están gestando problemas para el querido Buttons el Payaso, que nunca aparece sin maquillaje y parece poseer conocimientos médicos. Holly encuentra un artículo de periódico sobre un asesino compasivo , pero no relaciona inmediatamente al médico que mató a su esposa con Buttons.
Sebastian llega y es recibido con frialdad por dos antiguos amantes: Angel, que actúa en el número del elefante con el patológicamente celoso Klaus; y Phyllis, que tiene un papel doble como artista de mandíbula de hierro y cantante en uno de los números musicales. Sebastian se siente atraído por Holly y le ofrece el anillo del centro. Cuando Brad se niega a permitir el cambio, Holly jura que su anillo será el centro de atención.
La madre de Buttons asiste a una actuación y le advierte que la policía lo está siguiendo. Mientras tanto, la competencia entre los dos trapecistas se vuelve cada vez más peligrosa. El duelo aéreo termina cuando Sebastian se quita la red de seguridad y luego sufre una caída grave cuando una acrobacia sale mal. Buttons lo atiende antes de que llegue la ambulancia, impresionando al médico del circo. Holly finalmente tiene el centro del ring y el papel protagonista, pero no está contenta con cómo lo consiguió. Brad no puede consolarla, ya que ahora tiene sentimientos por Sebastian.
Brad, que dirige un espectáculo limpio, descubre a Harry, un concesionario corrupto que engaña a los clientes. Harry es despedido, jura venganza y ronda por la periferia del espectáculo sembrando el descontento, en particular con Klaus. Varios meses después, Sebastian se reincorpora al espectáculo, pero su brazo derecho está paralizado. Holly, llena de culpa, profesa su amor por Sebastian, creyendo que Brad es insensible. Angel reprende a Holly por sus acciones y comienza una relación con Brad. Durante una de las actuaciones, un furioso Klaus amenaza con hacer que un elefante pise a Angel en lugar de dejarla ir con otro hombre. Brad interviene para salvarla y despide a Klaus.
Después de una actuación, el agente especial del FBI Gregory, que está buscando al asesino compasivo, se une al tren del circo. Le muestra a Brad una foto de Buttons sin maquillaje, pero Brad no lo reconoce. Más tarde, Buttons le dice a Brad que Sebastian tiene sensibilidad en su mano herida, una señal de que su discapacidad no es permanente. Brad hace la conexión y observa casualmente que Gregory tomará huellas dactilares en la próxima parada, por lo que Buttons puede escapar o pasar desapercibido si lo desea.
Harry y Klaus detienen la primera sección del tren para robar el vagón de pago. Klaus ve venir la segunda sección y se da cuenta de que Ángel está a bordo de ese tren. Enciende las luces de su vagón hacia la vía para advertir al tren que se aproxima. Incapaz de frenar a tiempo, el segundo tren hace que el vagón se salga de las vías, matando a Klaus y Harry y choca con el primer tren, causando grandes daños y muchas lesiones.
Brad queda atrapado entre los escombros, sangrando por una arteria cortada . Buttons intenta escabullirse del lugar del accidente, pero Holly, al darse cuenta de a quién ama de verdad, le ruega a Buttons que lo ayude. Buttons le hace a Brad una transfusión directa de Sebastian, que tiene el mismo tipo de sangre poco común. Gregory ayuda a Buttons y después lo arresta a regañadientes, diciéndole "Estás bien". Buttons le da su perro a un niño y se va con Gregory a enfrentar un destino desconocido.
Holly toma el mando del espectáculo y organiza un desfile que lleva a todo el pueblo cercano a una actuación al aire libre. Brad se da cuenta de lo mucho que ama a Holly, pero ella ya no tiene tiempo para él porque el espectáculo debe continuar. Sebastian le propone matrimonio a Angel y ella acepta. Holly lidera a los artistas en un "espectáculo" improvisado alrededor de los tres anillos: una magnífica recuperación del desastre que asegura que el circo continuará su gira nacional.

## Reparto
- Charlton Heston: Brad Braden (director del circo)
- Betty Hutton: Holly (equilibrista)
- Cornel Wilde: Sebastián / "El Gran Sebastián" (equilibrista)
- James Stewart: Botones / Buttons (payaso)
- Gloria Grahame: Angel (domadora)
- Dorothy Lamour: Phyllis (cantante)
- Lyle Bettger: Klaus (domador de elefantes)
- John Kellogg: Harry (gánster de Mr. Henderson)
- Lawrence Tierney: Mister Henderson (jefe de los gánsteres)
- Henry Wilcoxon: agente del FBI Gregory
- Emmett Kelly: Emmett Kelly (payaso)
- Lou Jacobs: Lou Jacobs (payaso)
- Frank Wilcox: doctor del circo
- Merle Evans: director de la banda de música del circo
- John Ridgely: asistente
- Brad Johnson: reportero
- Bob Hope: cameo (espectador entre el público)
- Bing Crosby: cameo (espectador entre el público)
- Cecil B. DeMille: narrador (no figura en los créditos)
- Apolonia Van Voorden: Miss Loni (malabarista, ella misma)[1]

## Premios y candidaturas
Premios Oscar
| Premio                             | Nominado                                        | Resultado |
| ---------------------------------- | ----------------------------------------------- | --------- |
| Oscar a la Mejor Película          | Cecil B. DeMille                                | Ganadora  |
| Oscar al mejor director            | Cecil B. DeMille                                | Nominado  |
| Óscar al mejor argumento           | Fredric M. Frank Theodore St. John Frank Cavett | Ganadores |
| Oscar al mejor diseño de vestuario | Edith Head Dorothy Jeakins Miles White          | Nominados |
| Oscar al mejor montaje             | Anne Bauchens                                   | Nominada  |